# Дидюля, Валерий Михайлович
Вале́рий Миха́йлович Дидю́ля (бел. Валерый Міхайлавіч Дзідзюля; род. 24 января 1970, Гродно, Белорусская ССР, СССР) — белорусский гитарист-виртуоз, композитор, аранжировщик, музыкальный продюсер. Лидер группы «ДиДюЛя». Исполняет фолк-музыку и музыку в жанре фьюжн с влиянием стиля нью-эйдж.

## Биография
Родился 24 января 1970 года в Гродно. Первую гитару Дидюля получил в пять лет в подарок от своей матери. С этого момента он начал «экспериментировать со звуком и гитарой»: ставил на гитару звукосниматель, датчик, подключал инструмент к самодельному усилителю. Вместе с друзьями посещал концерты, наблюдал, как играют на свадьбах. Позже был принят в качестве третьего гитариста в вокально-инструментальный ансамбль «Алые Зори» под руководством Николая Хитрика. Концерты проводились в разных городах, колхозах и совхозах, а позже в кооперативном ресторане.
После распада ансамбля Дидюля занялся звукорежиссёрской работой в гродненском ансамбле песни и танца «Белые Росы», где играли, пели и танцевали в основном польские, белорусские, украинские, цыганские народные танцы и мотивы. В составе этого коллектива Дидюля впервые побывал с гастролями в Европе — в Испании, Италии, Польше, Швейцарии, Франции, Германии. В Испании он познакомился со стилем фламенко — традиционным испанским музыкально-танцевальным стилем, который и повлиял на его окончательное становление. Первый альбом Дидюли вышел в 2000 году, в 2002 году Дидюля собрал группу музыкантов и начал активную гастрольную деятельность.
Дидюля является автором более 120 инструментальных композиций, сочетает в одном лице композитора, исполнителя собственных произведений и продюсера проекта «Дидюля». На сцене вместе с Дидюлей в концертном действе принимают участие перкуссионист (Василий Колода), барабанщик (Михаил Драмберг), клавишник (Хайбула Магомедов), бас-гитарист (Виталий Барменков) и духовая группа (Валерий Складанный и Рамиль Муликов).
Дидюля являлся продюсером творчества классического гитариста Дениса Асимовича, потерявшего зрение в раннем возрасте и умершего в 2008 году, в возрасте 33 лет
6 декабря 2012 года вышел девятый студийный аудиоальбом Дидюли «Орнаментальный», в начале января 2013 года вышло коллекционное издание «LIVE in Kremlin» (2DVD+3CD). В концерт входит несколько композиций, которые (по словам самого Дидюли) никогда не были и не будут выпущены в студийной записи, по той причине, что музыкант их чувствует только в живом исполнении.
В ноябре 2013 года ДиДюЛя совместно с белорусским певцом Максом Лоренсом подал заявку на участие в национальном отборочном туре конкурса «Евровидение-2014» от Республики Беларусь, чтобы представить песню «Now you’re gone».

## Личная жизнь
В сентябре 2020 года супруга артиста Евгения Дидюля объявила через Instagram о своём намерении развестись с мужем.

## Санкции
7 января 2023 года, из-за вторжения России на Украину, внесён в санкционный список Украины, предполагается блокировка активов на территории страны, приостановка выполнения экономических и финансовых обязательств, прекращение культурных обменов и сотрудничества, лишение украинских госнаград.

## Творчество

### Дискография
Студийные альбомы
- 2000 — «Фламенко» (Audio CD)
- 2002 — «Дорога в Багдад» (Audio CD)
- 2004 — «Легенда» (Audio CD)
- 2006 — «Пещерный город Инкерман» (Audio CD)
- 2006 — «Цветные сны» (Audio CD)
- 2007 — «Музыка неснятого кино» (Audio CD)
- 2010 — «Аромат» (Audio CD)
- 2012 — «Орнаментальный» (Audio CD)
- 2013 — «Однажды сегодня» (Audio CD+DVD)
- 2017 — «Аквамарин» (Audio CD)
- 2019 — «Седьмое чувство» (Audio CD)
- 2021— «2021» (Audio CD)

Концертные альбомы и видеозаписи
- 2006 — «Live in Moscow» (Audio CD, DVD)
- 2009 — «Live in Saint Petersburg» (DVD+2CD)
- 2009 — «Дорогой шести струн» (фильм о группе, DVD)
- 2013 — «Live in Kremlin» (2DVD+3CD)

Сборники
- 2006 — «Grand Collection» (Audio CD, MP3 CD)
- 2003 — «The Best» (также известен под названием «Сатиновые берега») (Audio CD)
- 2013 — «ДиДюЛя. 100 лучших композиций» (MP3 CD)

### Продюсерские работы
- 2008 — Денис Асимович «Hommage to Cheslav Drozdievich»
- 2012 — Игорь Дедусенко «Молитва»

### Видеоклипы
- «Пещерный город Инкерман» на YouTube
- «Арабика» на YouTube
- «Айседора» на YouTube
- «Фламенко» (с балетом Аллы Духовой «Тодес») на YouTube
- «Испания» на YouTube
- «Лейла» (с Авраамом Руссо) на YouTube
- «Поезд в Барселону» (песочная анимация) на YouTube
- «Сатиновые берега» (песочная анимация) на YouTube

### Музыка Дидюли в кино
- Роль гитариста в фильме Андрея Кончаловского «Дом дураков» 2002 года.
- Звуковая дорожка в фильме «Фото моей девушки» 2008 года.
- Звуковая дорожка в фильме «Кочегар» 2010 года.
- Звуковая дорожка в фильме В. Басова-мл. «Салями» 2011 года.